# Tetragoneura dentata
Tetragoneura dentata är en tvåvingeart som beskrevs av Freeman 1951. Tetragoneura dentata ingår i släktet Tetragoneura och familjen svampmyggor. Inga underarter finns listade i Catalogue of Life.